# 1991年の自転車競技
1991年の自転車競技（1991ねんのじてんしゃきょうぎ）では1991年の自転車競技について記述する。

## 主なできごと
- ツール・ド・フランス第10ステージ終了後、PDMチームにおいて食中毒事件が発生していたことが判明し、メンバー全員がリタイアしたが、後にこの事件の発端が、ドーピングに絡んでのものではなかったかという憶測が流れる。
- ツール・ド・フランス最終第22ステージ・シャンゼリゼにおけるゴール地点手前約数百メートル付近に設置されてあった広告塔のモニュメントに、スプリント勝負に入り加速途中だったジャモリディネ・アブドヤパロフが激突して転倒。加えて、数十名の選手が乗り上げて転倒するという大波乱レースとなった。
- トラックレースが、1993年よりプロアマオープン化となることが決まり、世界選手権自転車競技大会におけるトラックレースのアマチュア種目は、オリンピックで実施されないタンデムスプリントとドミフォンを除き、当年限りで実施終了となった。
- トラックレース世界選手権における、日本勢の連続メダル獲得記録が途絶える。
- トラックレース世界選手権プロスプリントで1位のキャリー・ホール、同3位のステファン・ペイトがドーピング違反により失格となり、いずれも順位剥奪。また順位繰上げも行われなかったことから、同大会同種目史上初の優勝者空位となった。
- KEIRINグランプリを制したことにより、鈴木誠が土壇場で滝澤正光を逆転し、賞金王の座に就いた。
- ふるさとダービー福井で、中野浩一と井上茂徳が、吉岡稔真のマークを巡って大競りとなったことが後に物議を醸した。

## 主な成績

### ロードレース
- ブエルタ・ア・エスパーニャ：4月29日〜5月19日
  - 総合優勝：メルチョル・マウリ（ スペイン、オンセ） 82時間48分07秒
  - ポイント賞：ウーヴェ・ラープ（ ドイツ）
  - 山岳賞：ルイス・エレラ（ コロンビア）
- ジロ・デ・イタリア：5月26日〜6月16日
  - 総合優勝：フランコ・キオッチョーリ（ イタリア、デルトンゴ-MG・ボーイズ） 99時間35分43秒
  - ポイント賞：クラウディオ・キアプッチ（ イタリア）
  - 山岳賞：イニャキ・ガストン（ スペイン）
- ツール・ド・フランス：7月6日〜7月28日
  - 総合優勝：ミゲル・インドゥライン（ スペイン、バネスト） 101時間01分20秒
  - ポイント賞：ジャモリディネ・アブドヤパロフ（ ウズベキスタン）
  - 山岳賞：クラウディオ・キアプッチ（ イタリア）
- 世界選手権・プロロードレース：8月25日、 ドイツ・シュトゥットガルト
  - 優勝：ジャンニ・ブーニョ（ イタリア） 6時間20分23秒
- ミラノ〜サンレモ：3月23日
  - 優勝：クラウディオ・キアプッチ（ イタリア）
- ロンド・ファン・フラーンデレン：4月7日
  - 優勝：エドヴィヒ・ファンホーイドンク（ ベルギー）
- パリ〜ルーベ：4月14日
  - 優勝：マルク・マディオ（ フランス）
- リエージュ〜バストーニュ〜リエージュ：4月21日
  - 優勝：モレノ・アルジェンティン（ イタリア）
- ジロ・ディ・ロンバルディア：10月19日
  - 優勝：ショーン・ケリー（ アイルランド）
- UCI・ロードワールドランキングス
  - 年間第1位：ジャンニ・ブーニョ（ イタリア）
- UCI・ロードワールドカップ
  - 優勝：マウリツィオ・フォンドリエスト（ イタリア）

### トラックレース

#### 競輪
- 日本選手権競輪：決勝日・3月26日 一宮競輪場
  - 優勝：坂巻正巳（茨城）
- 高松宮杯競輪：決勝日・6月4日 大津びわこ競輪場
  - 優勝：佐々木昭彦（佐賀）
- ふるさとダービー：決勝日・6月25日 弥彦競輪場
  - 優勝：俵信之（北海道）
- ふるさとダービー：決勝日・7月9日 福井競輪場
  - 優勝：井上茂徳（佐賀）
- 全日本選抜競輪：決勝日・8月1日 久留米競輪場
  - 優勝：鈴木誠（千葉）
- オールスター競輪：決勝日・9月24日 高松競輪場
  - 優勝：坂本勉（青森）
- 共同通信社杯ルビーカップレース：10月20日 平塚競輪場
  - 優勝：郡山久二（大阪）
- 競輪祭：競輪王戦決勝日・11月26日、新人王戦決勝日・11月24日 小倉競輪場
  - 全日本競輪王戦優勝：小橋正義（岡山）
  - 全日本新人王戦優勝：高木隆弘（神奈川）
- ふるさとダービー：決勝日・12月9日 別府競輪場
  - 優勝：豊田知之（岡山）
- KEIRINグランプリ'91：12月30日 立川競輪場
  - 優勝：鈴木誠（千葉）
- 賞金王：鈴木誠（千葉） - 118,745,700円

### シクロクロス
- 世界選手権：2月3日　 オランダ ヒッテン
  - プロ優勝：ラドミール・シムーネクSr.（ チェコ）